# Stetson (Maine)
Pour les articles homonymes, voir Stetson (homonymie).

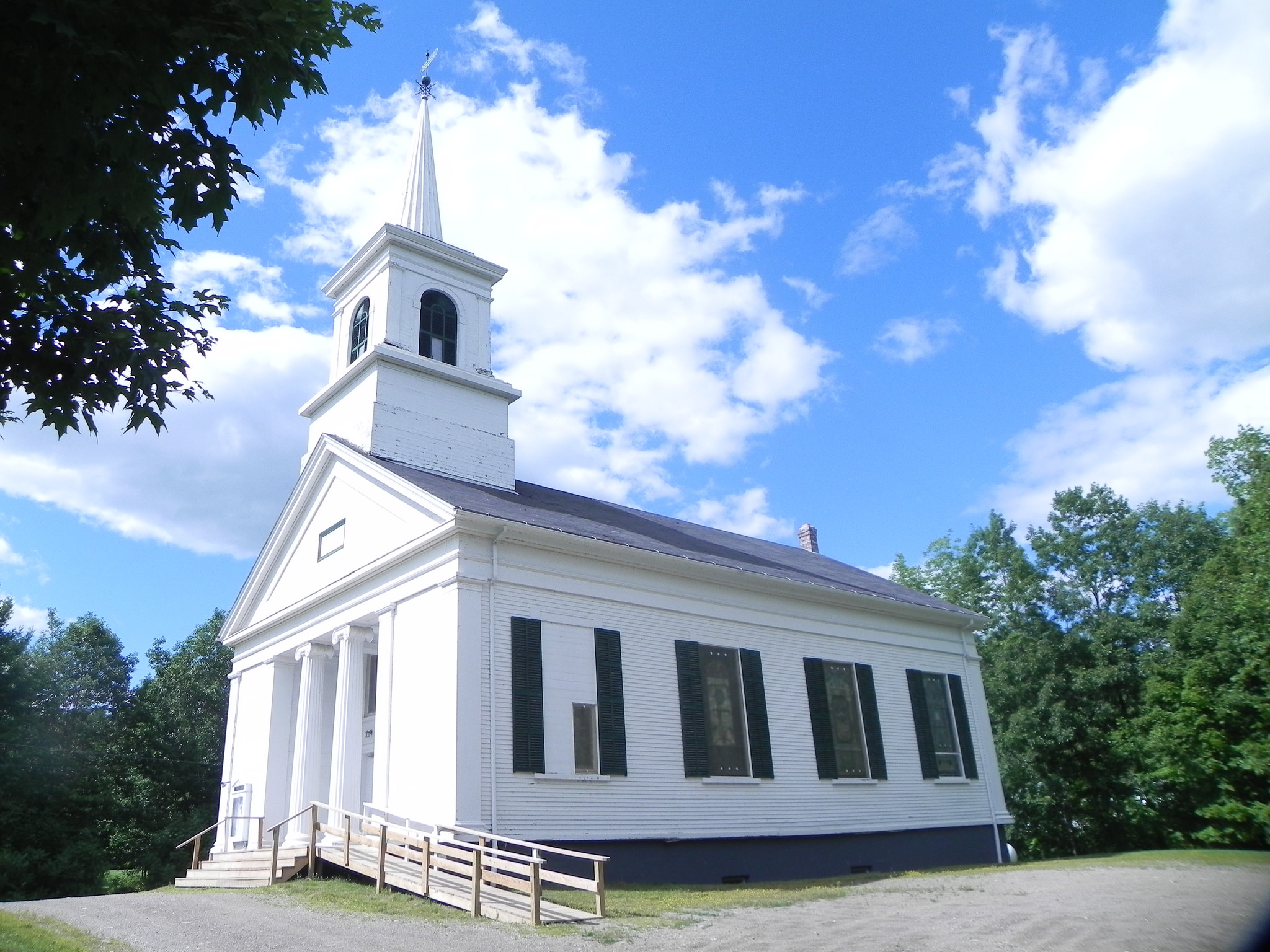
une église de la ville de Stretson.

Stetson est une ville américaine située dans le Comté de Penobscot, dans le Maine. Selon le recensement de 2020, sa population est de 1 186 habitants.